# ロシアオリンピック委員会

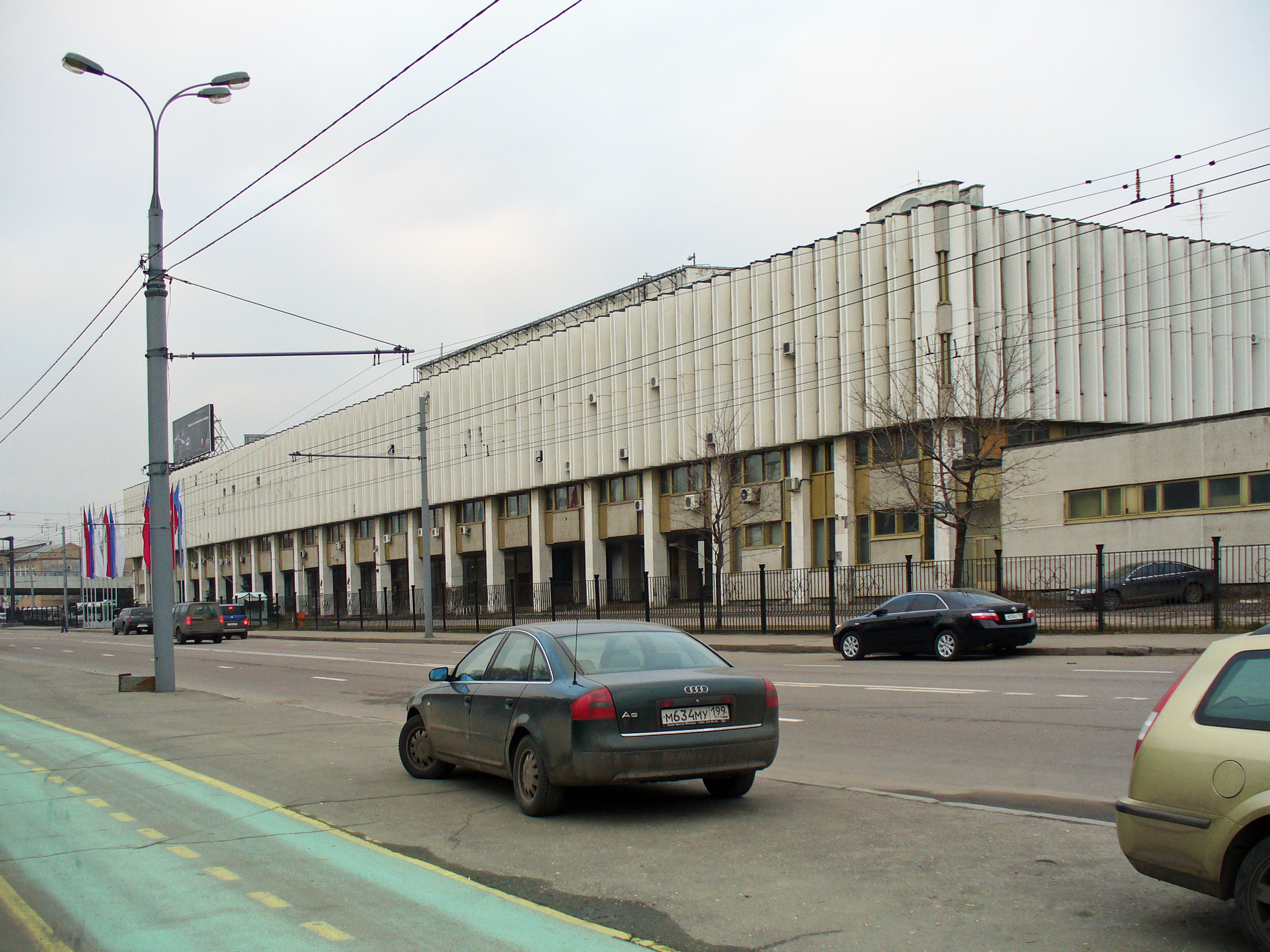
モスクワのROC本部

ロシアオリンピック委員会（ロシアオリンピックいいんかい、露: Олимпийский комитет России、英: Russian Olympic Committee）は、ロシアの国内オリンピック委員会である。正式名称は、全ロシア公共団体連合“ロシアオリンピック委員会”（露: Общероссийский союз общественных объединений «Олимпийский комитет России»、英: All-Russian united social union "Olympic Committee of Russia"）。略称は、ROC。

## 歴史
ロシアオリンピック委員会は、ロシア帝国時代の1911年にサンクトペテルブルクにあるロシア帝国水難救助協会（サドーヴァヤ通り50番地）の敷地内で行われた会議において、ロシアのスポーツ協会の代表者らによって設立された。その場で規約が採択され、委員が選出された。初代会長には、ヴャチェスラフ・スレズネフスキーが就任し、1918年まで活動した。
1917年11月のロシア革命およびロシア内戦（1917年～1922年）を経て成立したソビエト連邦は、当初、思想的根拠から国際競技大会に参加しなかった。しかし、第二次世界大戦（1939年～1945年）後、ソ連の政府高官や指導者たちは、オリンピックで活躍することは共産主義の推進に有効であると考えるようになり、1951年4月21日にソビエトオリンピック委員会が設立され、1951年5月7日の第45回国際オリンピック委員会（IOC）総会で承認された。同年、ソビエト代表としてコンスタンティン・アンドリアノフがIOC委員となり、ソビエト連邦は正式に近代オリンピックに参加した。
1989年11月9日にベルリンの壁が崩壊し、共産主義体制の崩壊が進むと、1989年12月1日の憲法制定会議による決定で「全ロシアオリンピック委員会」が独立公的機関として設立された。その後、1991年にソビエト連邦が崩壊すると、1992年8月13日に正式に「ロシアオリンピック委員会」（ROC）と命名され、1992年9月の第101回IOC総会において、ソビエトオリンピック委員会の法的後継団体としてIOCから承認された。

### 2017年から現在
2017年12月5日、ロシアオリンピック委員会は、ロシアによる国家ぐるみの組織的なドーピングへの関与が認定され、IOCから資格停止処分を受けた。2018年2月9日から2月25日まで開催された平昌オリンピックには、潔白を証明した選手のみ個人資格での出場が認められ、ロシア選手団としてではなく「ロシアからのオリンピック選手（OAR）」として出場した。
2018年2月28日、2018年平昌オリンピックに参加したOAR選手のドーピング検査が終了し、ドーピング違反で失格となった2選手以外の検査結果が陰性であったと認められたため、IOCは、ロシアオリンピック委員会の資格停止処分を解除した。
2019年12月9日、世界反ドーピング機関（WADA）は、ロシア反ドーピング機関から提供されたデータがロシア選手の禁止薬物使用を隠蔽する目的でロシア当局によって改竄された疑いがあることから、ロシアに対し、オリンピックを含む全ての国際競技大会への参加を4年間禁止する決定を下した。その後、ロシアは、スポーツ仲裁裁判所に対し、WADAの処分を不服とする申し立てを行った。2020年12月17日、スポーツ仲裁裁判所は、ロシアによるWADAの処分に関する申し立てを検討し、WADAが下した処分を軽減する裁定を下した。裁定では、ロシアの競技大会からの追放を撤回し、ロシア選手のオリンピックやその他の国際大会への参加を認めたが、ロシアの国名、国旗、国歌の使用を2年間禁じ、ドーピングとは無関係であると証明した上で「中立選手（Neutral Athlete）」または「中立チーム（Neutral Team）」として臨む場合のみ出場可能とした。また、チームユニフォームに「ロシア」と表記することや、ユニフォームのデザインにロシア国旗の色を使用することは認められたが、「ロシア」と表記する場合は「中立選手・チーム」を同程度に併記しなければならないとした。
2021年2月19日、ロシアは、ロシアオリンピック委員会の略称である「ROC」として、2020年東京オリンピックと2022年北京オリンピックの競技に参加することが発表された。また、ロシア国旗の代わりにロシアオリンピック委員会のロゴの入った旗を使用し、「ROC」と記載したチームユニフォームを使用することが定められた。ユニフォームに「ロシアオリンピック委員会」とフルで表記することは禁止され、「ロシア」と表記する場合は「中立選手」を併記することが求められた。この名称は、「中華民国（Republic of China）」の略称として同じく「ROC」を使用する台湾で物議を醸した。
2021年4月15日、ロシア国旗の色を使用したROC選手のユニフォームが公開された。2021年4月22日、ロシア国歌の代替曲がIOCによって承認された。当初、ロシア民謡「カチューシャ」の使用が要請されたが却下され、ピョートル・チャイコフスキーの「ピアノ協奏曲第1番」の一節が使用されることとなった。

## 歴代会長
| 会長                             | 在任期間        |
| -------------------------------- | --------------- |
| ヴャチェスラフ・スレズネフスキー | 1911年 – 1918年 |
| ヴィタリー・スミルノフ           | 1992年 – 2001年 |
| レオニード・チャガチェフ         | 2001年 – 2010年 |
| アレクサンドル・ジューコフ       | 2010年 – 2018年 |
| スタニスラフ・ポズドニャコフ     | 2018年 – 現在   |

## IOC委員
| 委員                       | 在任期間        |
| -------------------------- | --------------- |
| ヴィタリー・スミルノフ     | 1992年 – 2015年 |
| アレクサンドル・ポポフ     | 2000年 – 2016年 |
| アレクサンドル・ジューコフ | 2013年 – 2018年 |
| シャミル・タルピシェフ     | 1994年 – 現在   |
| エレーナ・イシンバエワ     | 2016年 – 現在   |

## 加盟団体
ロシアの国内競技連盟は、各スポーツについてあらゆる側面で調整する組織であり、各スポーツの強化、競技、発展に責任を負う。現在、ロシア国内には37の夏季オリンピック競技連盟、12の冬季オリンピック競技連盟が存在し、全団体がモスクワに本部を置いている。
| 国内競技連盟                               | 夏季／冬季 |
| ------------------------------------------ | ---------- |
| ロシアアルペンスキー・スノーボード連盟     | 冬季       |
| ロシアアーチェリー連盟                     | 夏季       |
| 全ロシア陸上連盟                           | 夏季       |
| ロシアバドミントン連盟                     | 夏季       |
| ロシア野球連盟                             | 夏季       |
| ロシアバスケットボール連盟                 | 夏季       |
| ロシアバイアスロン連合                     | 冬季       |
| ロシアボブスレー連盟                       | 冬季       |
| ロシアボクシング連盟                       | 夏季       |
| ロシアカヌー連盟                           | 夏季       |
| ロシアクライミング連盟                     | 夏季       |
| ロシアクロスカントリースキー連盟           | 冬季       |
| ロシアカーリング連盟                       | 冬季       |
| ロシアサイクリング連盟                     | 夏季       |
| ロシア飛込連盟                             | 夏季       |
| ロシア馬術連盟                             | 夏季       |
| ロシアフェンシング連盟                     | 夏季       |
| ロシアフィールドホッケー連盟               | 夏季       |
| ロシアフィギュアスケート連盟               | 冬季       |
| ロシアサッカー連合                         | 夏季       |
| ロシアフリースタイル連盟                   | 冬季       |
| ロシア体操連盟                             | 夏季       |
| ロシア新体操連盟                           | 夏季       |
| ロシアゴルフ協会                           | 夏季       |
| ロシアハンドボール連盟                     | 夏季       |
| ロシアアイスホッケー連盟                   | 冬季       |
| ロシア柔道連盟                             | 夏季       |
| ロシア空手連盟                             | 夏季       |
| ロシアリュージュ連盟                       | 冬季       |
| ロシア近代五種連盟                         | 夏季       |
| ロシアボート連盟                           | 夏季       |
| ロシアラグビー連合                         | 夏季       |
| ロシア射撃連合                             | 夏季       |
| ロシアスケート連合                         | 冬季       |
| ロシアスキー協会                           | 冬季       |
| ロシアスキージャンプ・ノルディック合同連盟 | 冬季       |
| ロシアソフトボール連盟                     | 夏季       |
| ロシア水泳連盟                             | 夏季       |
| ロシア卓球連盟                             | 夏季       |
| ロシアテコンドー連盟                       | 夏季       |
| ロシアテニス連盟                           | 夏季       |
| ロシアトランポリン連盟                     | 夏季       |
| ロシアトライアスロン連盟                   | 夏季       |
| 全ロシアバレーボール連盟                   | 夏季       |
| ロシア水球連盟                             | 夏季       |
| ロシアウェイトリフティング連盟             | 夏季       |
| ロシアホワイトウォータースラローム連盟     | 夏季       |
| ロシアレスリング連盟                       | 夏季       |
| ロシアヨット連盟                           | 夏季       |